# Catedral de Nuestra Señora del Rosario (Azul)
La Catedral Nuestra Señora del Rosario es un templo católico de estilo gótico, inaugurado el 7 de octubre de 1906 en Azul, Argentina.
Fue diseñada por los ingenieros Juan Ochoa, W. Pitman y Charles Evans Medhurst. Ubicado en la calle San Martín 411 esq. Colón.

## Descripción
Se destacan las imponentes campanas y unos luminosos vitrales traídos de Francia a principios del siglo XX y en el altar mayor se ubica una imagen de Nuestra Señora del Rosario, patrona de la ciudad.
En el año 1934 se creó la diócesis de Azul, la ciudad pasó a ser cabecera del obispado. La creación se hizo mediante la bula papal "Nobilis Argentinae Nationis Ecclesia", de Pío XI. Comprende los partidos de Ayacucho, Azul, Benito Juárez, Bolívar, General Alvear, General Lamadrid, Laprida, Las Flores, Olavarría, Rauch, Roque Pérez, Saladillo, Tandil y Tapalqué. El primer obispo fue Mons. César Antonio Cáneva.